# Lake Purdy (Alabama)
Lake Purdy es un lugar designado por el censo ubicado en el condado de Shelby en el estado estadounidense de Alabama. En el año 2000 tenía una población de 5.799 habitantes y una densidad poblacional de 734,1 personas por km².

## Demografía
En el 2000 la renta per cápita promedia del hogar era de $54,349, y el ingreso promedio para una familia era de $91,989. El ingreso per cápita para la localidad era de $39,019. Los hombres tenían un ingreso per cápita de $49,792 contra $32,188 para las mujeres.

## Geografía
Lake Purdy se encuentra ubicado en las coordenadas 33°25′42″N 86°41′34″O / 33.42833, -86.69278. Según la Oficina del Censo, la localidad tiene un área total de 7,9 km² (3,1 mi²), de la cual 7,8 km² (3 mi²) es tierra y 0,1 km² (0 mi²) (0.0%) es agua.